# Hafez

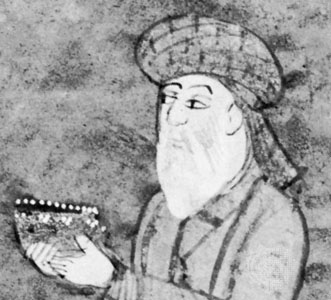
Hafez – fragment ilustracji perskiego manuskryptu z XVIII w.

Hafez, Hafiz, Szamsuddin Mohammad Hafez Szirazi (hafiz – dosł. znający Koran na pamięć) – klasyk poezji perskiej i tadżyckiej. Urodził się w 1319 w Szirazie. Wyznawca sufizmu, przez wiele lat był nadwornym poetą władców tego miasta. Zmarł w 1389 w rodzinnym mieście, gdzie w XX wieku wystawiono mu skromne mauzoleum.
Hafez po stracie ojca został oddany przez matkę na wychowanie obcej rodzinie (sama nie mogła zapewnić mu wykształcenia). Porzucił jednak swoją drugą rodzinę i zaczął naukę u rzemieślnika. Przez pewien czas uczył się również w medresie. Następnie utrzymywał się z czytania Koranu (stąd przydomek hafiz) i jednocześnie uzupełniał braki w wykształceniu. Wkrótce zyskał rozgłos jako poeta.
Uznaje się go za jednego z największych twórców perskiej poezji lirycznej. Słynął jako mistrz gazelu – wiersza monorytmicznego złożonego z bajtów, czyli dwóch półwierszy połączonych ze sobą bardziej poprzez jedność tematu i symbolizm niż przez następstwo myśli. Niezwykłą popularność jego gazele zawdzięczają językowi cechującemu się bogatą obrazowością i aforystyczną refleksyjnością. Jest autorem zbioru (dywan) zawierającego ponad 500 gazeli. Nadano mu także przydomek Lisan el-Ghajb, czyli Mowa Tajemna, ze względu na mistyczny przekaz jego wierszy.
Tworzył także aforyzmy, kasydy, masnawi, erotyki, poematy bachiczne i mistyczne oraz panegiryki na cześć władców. Chwalił piękno i uroki życia. W swych utworach Hafiz opiewał miłość, pogardę dla hipokryzji oraz mistycyzm suficki będący niekończącym się poszukiwaniem jedności z Bogiem.
Już za życia Hafeza jego twórczość cieszyła się popularnością wśród ludu. Także dzisiaj jest popularny i czytany w oryginale w Tadżykistanie, Iranie i Afganistanie.